# Cupaniopsis hypodermatica
Cupaniopsis hypodermatica är en kinesträdsväxtart som beskrevs av Ludwig Radlkofer. Cupaniopsis hypodermatica ingår i släktet Cupaniopsis och familjen kinesträdsväxter. Inga underarter finns listade i Catalogue of Life.